# St. Pankratius und Margarita (Niederheckenbach)

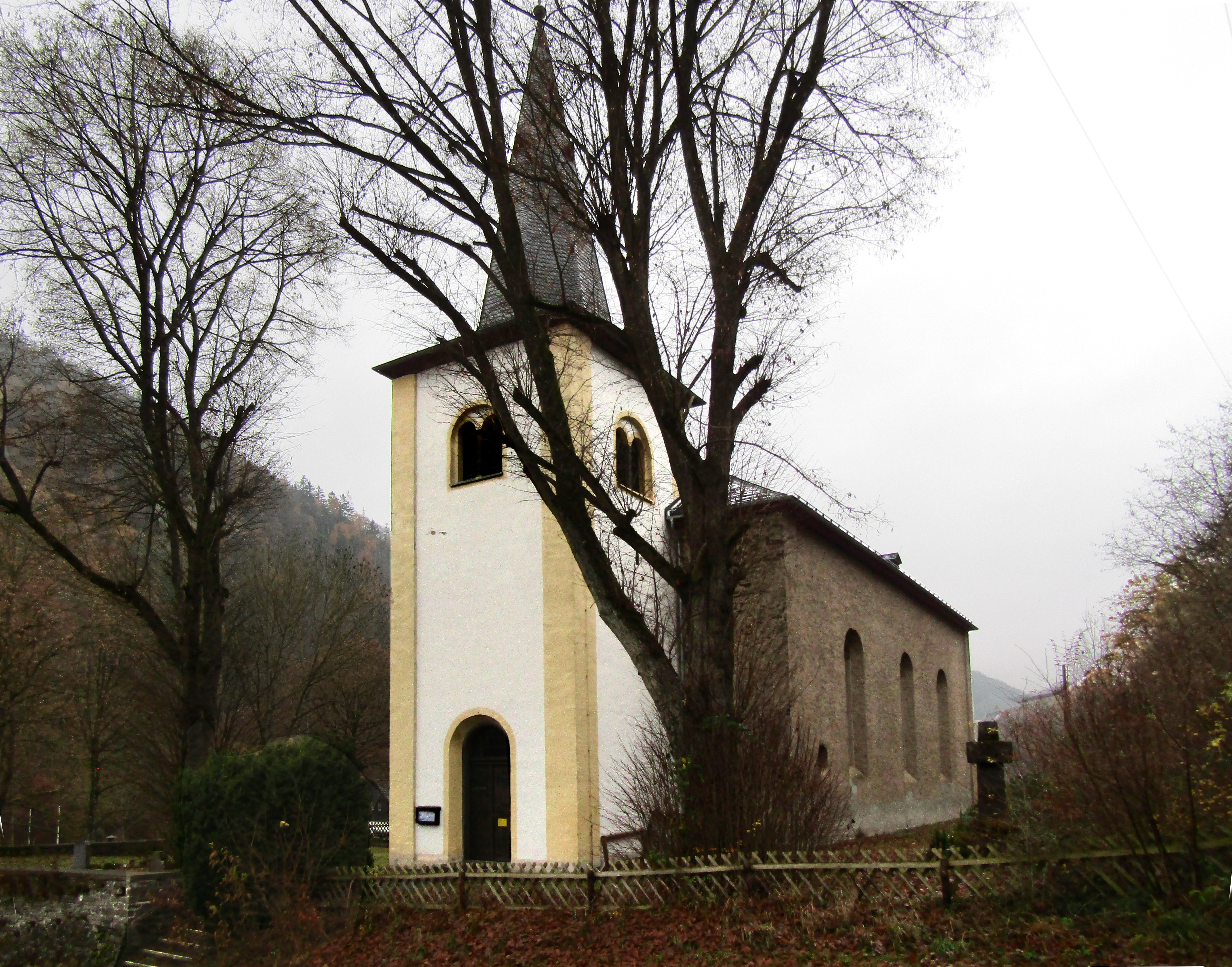
Pfarrkirche St. Pankratius und Margarita

Die katholische Pfarrkirche St. Pankratius und Margarita am Kirchweg 2 in Niederheckenbach, einem Ortsteil von Heckenbach im Landkreis Ahrweiler in Rheinland-Pfalz, wurde 1828/29 erbaut. Sie ist ein geschütztes Kulturdenkmal.

## Geschichte
Spätestens zu Anfang des 14. Jahrhunderts gab es eine Kirche in Niederheckenbach, denn es ist urkundlich überliefert, dass Gerhard von Landskron den Priester dieser Filialkirche der Pfarre Königsfeld bestellte. Im Jahr 1668 erscheint Heckenbach als eigene Pfarrei.
Die heutige Kirche wurde in den Jahren 1828/29 errichtet, denn die alte Kirche, die weiter unterhalb neben dem Pfarrhaus stand, war baufällig geworden. An der Kirche liegt der heute noch genutzte Friedhof.

1938 wurden alle Bewohner des Dorfes ausgesiedelt, um den Luftwaffenübungsplatz Ahrbrück einzurichten. Die ausgeräumte Kirche verfiel und wurde erst 1955/56 wieder hergestellt; 1950 hatte die Wiederbesiedelung des Gebietes mit vertriebenen Bauern aus dem Ermland begonnen.

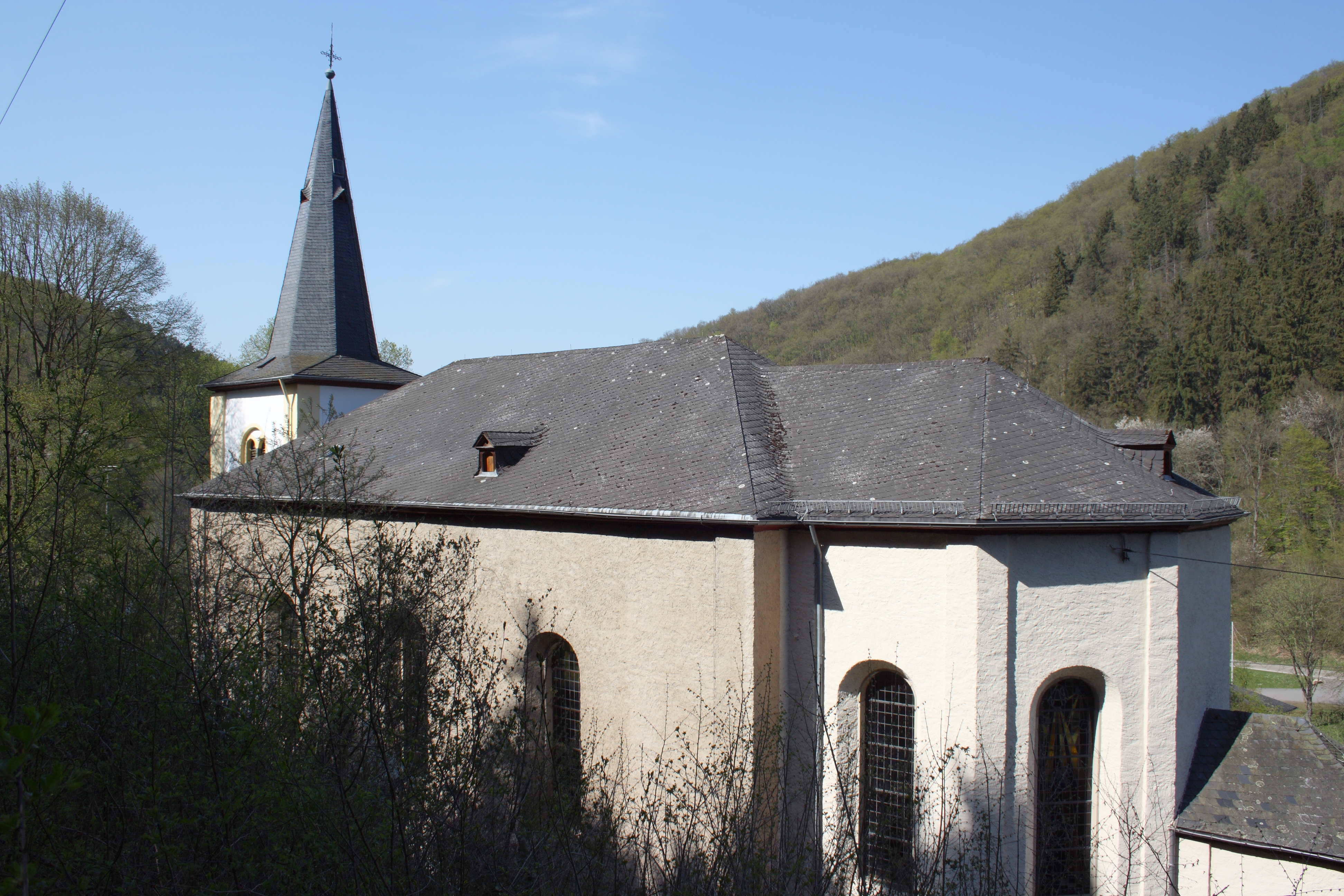
Kirche St. Pankratius und Margarita in Niederheckenbach

## Architektur
Die geostete Kirche hat einen Westturm mit dem Portal des Gebäudes. Das Gebäude ist eine Saalkirche mit einem eingezogenen, dreiseitig geschlossenen Chor und angebauter Sakristei, entsprechend dem spätbarocken Typ der Region. Im Innern ist der Raum von einem Holzgewölbe mit Kreuzrippen auf Pilastern gedeckt.